# Die Rückkehr der Vampire
Die Rückkehr der Vampire (Originaltitel: The Return of the Vampire) ist ein US-amerikanischer Horrorfilm aus dem Jahre 1943 von Lew Landers. Nach über 12 Jahren kehrte Bela Lugosi in eine an Dracula erinnernde Vampirrolle, mit der er 1931 über Nacht berühmt geworden war, auf die Leinwand zurück.

## Handlung
Während des Ersten Weltkriegs pirscht sich der Vampir Armand Tesla, die Reinkarnation des Grafen Dracula, durch London. Sein jüngstes Opfer wird in die Klinik von Lady Jane Ainsley und ihrem Kollegen Professor Walter Saunders eingeliefert. Sie sind verwundert über das, was sie für einen schweren Fall von Anämie halten. Der Vampir treibt nun weiter in der Klinik sein Unwesen. Da er sein vorheriges Opfer nicht töten konnte, jagt er stattdessen die Enkelin von Prof. Saunders, doch auch sie wird zum Glück nur verletzt. Saunders kommt zu der Annahme, dass beide Patienten Opfer eines Vampirs sind. Er zeigt Lady Jane Bisswundmale an ihren Hälsen und sie machen sich gemeinsam auf die Suche nach dem Schlafplatz des Vampirs, den sie auf einem nahe gelegenen Friedhof vermuten: in der dortigen Krypta. Ein Werwolf, der dem Vampir hilft, versucht, ihr Eingreifen zu verhindern, doch nachdem es Saunders und Jane gelingt den Blutsauger in seinem Sarg zu pfählen, ist der Werwolf Andréas von seinem Fluch geheilt und verwandelt sich in seine menschliche Gestalt zurück.
24 Jahre später, Saunders ist mittlerweile verstorben, werden seine Aufzeichnungen mit Interesse vom Scotland-Yard-Chef Sir Frederick gelesen. Er informiert Lady Jane darüber, dass er den Leichnam desjenigen Mannes finden müsse, um zu klären, ob der Gepfählte nicht wohl doch ein Mensch gewesen war und Lady Jane dann mit einer Mordanklage zu rechnen hätte. Lady Jane versichert Sir Frederick, dass der Mann, den sie und Prof. Saunders mit einem Pfahl ins Herz erlöst hätten, niemand anderes als der damals 200-jährige Armand Tesla gewesen sei. Dessen lebenslange Faszination für Vampire beruhte darauf, dass er einst selbst zum Vampir wurde.
In Lady Janes Klinik laufen gerade die Hochzeitsvorbereitungen zwischen ihrem Sohn John und Saunders’ Enkelin Nikki, die vor Jahren selbst von einem Vampir gebissen wurde. Der Zweite Weltkrieg ist derzeit im vollen Gange. Nikki, nunmehr eine junge Frau, leistet ihren Militärdienst. Ihr Ehemann in spe, John, ist Zivilist, da er wegen einer Kriegsverletzung aus der Royal Air Force entlassen wurde. Jane erzählt ihrem Sohn John von den Ermittlungen. Sie ist sich sicher, dass Teslas Körper nicht verwest ist, was beweist, dass er ein Vampir war. Sie und John vereinbaren, Nikki nichts von den jüngsten Entwicklungen zu erzählen, um sie nicht mit ihrem Kindheitstrauma zu konfrontieren.
Die Luftschlacht um England hat auch Auswirkungen auf die Umgebung der Ainsley-Klinik. Eine Bombe trifft den Friedhof und legt mehrere Särge frei. Einige Friedhofsangestellte werden damit beauftragt, die Särge wieder unter die Erde zu bringen. Als sie den gepfählten Körper Teslas sehen, ziehen sie den Holzpflock wieder aus seinem Herzen, da sie annehmen, dass es sich dabei um einen Bombensplitter handelt und bestatten den Körper neu. Damit erwacht der Vampir zu neuem Leben  und gewinnt die Macht über Andréas zurück. Tesla bereitet sich darauf vor, sich an Lady Jane zu rächen. Ohne Widerstand ermordet Andréas Hugo Bruckner, einen Wissenschaftler, der kürzlich aus einem Konzentrationslager geflohen und nach England gekommen ist, um mit Lady Jane zu arbeiten. Tesla will sich als Bruckner ausgeben. Da Teslas Leiche nun fehlt, schließt Sir Frederick seine Ermittlungen aus Mangel an Beweisen ab.
Armand Teslas gelingt es in der Rolle des Wissenschaftlers Dr. Bruckner zur Verlobung von John und Nikki eingeladen zu werden und so wird am nächsten Morgen Nikki bewusstlos mit Einstichstellen am Hals aufgefunden. Lady Jane ahnt schlimmes und kehrt auf den Friedhof zurück. Sie spricht mit den Friedhofsangestellten und erfährt so, was sie bereits befürchtet hatte: Der Vampir ist zurück. Sie berichtet Sir Frederick von ihren Erkenntnissen, doch da dieser nicht an Vampire glaubt, geht er lieber einer anderen Spur nach und lässt Janes Klinik-Mitarbeiter Andréas Obry von zwei Zivilpolizisten beschatten. Sie berichten, dass er sich in einen Werwolf verwandelt und ein Bündel mit den Habseligkeiten des echten Bruckner verloren hätte. Sir Frederick muss sich der Realität beugen und sich widerwillig einer Jagd auf Vampir und Wehrwolf stellen.
In der folgenden Nacht hört Nikki in ihrem Schlaf unterbewusst die Stimme des Vampirs, der nach ihr ruft. Am nächsten Morgen findet Lady Jane ihren Sohn John auf dem Boden seines Schlafzimmers liegend, mit Bissspuren am Hals. Nikki glaubt, dass auch sie zu einem Vampir geworden sei, aber Lady Jane macht ihr klar, dass sie überzeugt sei, dass Tesla John gebissen haben müsse. Sir Frederick und Lady Jane befragen Andréas Obry zu dem aufgefundenen Bruckner-Bündel, woraufhin dieser sich zum Werwolf verwandelt und entkommt er. Als sich Nikki eigenartig „fremdgesteuert“ benimmt, überzeugt Lady Jane Sir Frederick, dass sie ihr folgen müssen. Nikki trifft bei einem Luftangriff auf dem Friedhof auf Tesla und Andréas. Sie verliert das Bewusstsein und Andréas versucht, sie in Sicherheit zu bringen, während Sir Frederick auf ihn schießt. Aufgrund des Bombenangriffs suchen alle in den Ruinen der St. Mathias-Kirche Schutz. Eine Bombe schlägt in der Kirche ein und die Strahlen der aufgehenden Sonne treffen den Vampir, der daraufhin zerfällt. Andréas stirbt derweil an seiner Schusswunde. Trotz der Ereignisse ist Sir Frederick noch immer nicht von der Existenz von Vampiren und Wehrwölfen überzeugt.

## Produktion und Veröffentlichung
The Return of the Vampire entstand im August und September 1943 und wurde bereits am 11. November 1943 uraufgeführt. In Deutschland fand die TV-Erstausstrahlung der deutschsprachigen Synchronisation am 5. Juni 2006 beim Pay-TV-Sender Kabel eins classics statt, unter dem Titel Die Rückkehr der Vampire.
Die Produktionskosten betrugen laut IMDb lediglich etwa 75.000 $, die Einspielergebnisse lagen bei rund einer halben Million $. Damit war der Film ein großer Kassenerfolg.
Der Film war von der Produktionsgesellschaft Columbia ursprünglich als Fortsetzung zu der Universal-Produktion Dracula von 1931 geplant gewesen, wo ebenfalls Bela Lugosi die Titelrolle gespielt hatte. Nachdem Universal jedoch mit einer Copyright-Klage gedroht hatte – die Firma besaß sämtliche Filmrechte an der Figur des Dracula – musste das Drehbuch kurzfristig umgeschrieben und der Name des Vampirs geändert werden.

## Kritiken
Der Movie & Video Guide befand, der Film sei „ein schwacher Versuch, aus dem früheren Erfolg von Dracula Kapital zu schlagen“ und meinte, dass die „Schlussszene dennoch denkwürdig sei“.
Halliwell’s Film Guide sah in dem Film einen „erstaunlich gut gemachten und komplex konzipierten Horrorfilm“ und schloss mit dem Fazit: „Er schaut gut aus, ihm fehlt nur der Humor“.